# 천안성정중학교
천안성정중학교(星井中學校)는 대한민국 충청남도 천안시 서북구 성정동에 있는 공립 중학교이다. 성정중학교는 태권도부와 국악부가(국악부시작은1992년부터 풍물놀이부로 시작이되어) 유명하다.다른모교와달리가을운동회는 민속체육운동회로 시작으로되었다.몇년전 부터는외발자전거팀이 생겼다.

## 학교 연혁
- 1990년 11월 15일 : 천안성정중학교 설립인가(33학급)
- 1991년 3월 5일 : 제1회 입학식(11학급 547명)
- 1991년 3월 18일 : 천안성정중학교 개교식
- 1994년 2월 12일 : 제1회 졸업식 (졸업생 수 522명)
- 2024년 9월 1일 : 제15대 이은규 교장 부임
- 2025년 3월 4일 : 제35회 입학식

## 참고 자료
- 천안성정중학교 - 한국교육학술정보원 학교알리미